# Fly Georgia
FlyGeorgia är ett flygbolag från Georgien. Flygbolaget är privatägt och är baserat vid Tbilisis internationella flygplats i Georgiens huvudstad Tbilisi. Bolaget planerade inledningsvis att inleda sina flygningar den 2 maj 2012, vilket senarelades till den 3 augusti samma år då flygningar mellan Tbilisi och Batumi inleds.

## Destinationer
|  | Hub           |
|  | Framtida      |
|  | Säsongs       |
|  | Avslutad rutt |